# Timaeus (cráter)
Timaeus es un cráter de impacto situado en la parte norte de la Luna, en el extremo norte del Mare Frigoris. Forma parte de la pared sudoeste de la gran llanura amurallada del cráter W. Bond, de perfil irregular. El borde de Timaeus es de forma ligeramente pentágonal, con las esquinas redondeadas. Presenta una ligera elevación central en el punto medio del suelo del cráter.
|  |

|  |  |

El terreno irregular al oeste de Timaeus muestra un sistemas de marcas paralelas, como fue observado por el reverendo Thomas William Webb. Estas marcas siguen una trayectoria con rumbo ligeramente al este del norte.